# Feketefarkú szúnyogkapó
A feketefarkú szúnyogkapó (Polioptila melanura) a madarak osztályának a verébalakúak (Passeriformes) rendjéhez és a szúnyogkapófélék (Polioptilidae) családjához tartozó faj.

## Rendszerezése
A fajt George Newbold Lawrence üzletember, amatőr ornitológus írta le 1857-ben.

## Alfajai
- Polioptila melanura curtata van Rossem, 1932
- Polioptila melanura lucida van Rossem, 1931
- Polioptila melanura melanura Lawrence, 1857[2]

## Előfordulása
Az Amerikai Egyesült Államok délnyugati részén és Mexikó területén honos. Természetes élőhelyei a szubtrópusi és trópusi cserjések. Állandó, nem vonuló faj.

## Természetvédelmi helyzete
Az elterjedési területe rendkívül nagy, egyedszáma ugyan csökkenő, de még nem éri el a kritikus szintet. A Természetvédelmi Világszövetség Vörös listáján nem fenyegetett fajként szerepel.